# HMS Cotswold (L54)
HMS Cotswold (L54) là một tàu khu trục hộ tống lớp Hunt Kiểu I của Hải quân Hoàng gia Anh Quốc được hạ thủy và đưa ra phục vụ vào năm 1940. Nó đã hoạt động cho đến hết Chiến tranh Thế giới thứ hai, cho đến khi xuất biên chế năm 1946 và bị bán để tháo dỡ năm 1957.

## Thiết kế và chế tạo
Cotswold được đặt hàng cho hãng Yarrow Shipbuilders tại Scotstoun trong Chương trình Chế tạo 1939 và được đặt lườn vào ngày 11 tháng 10 năm 1939. Nó được hạ thủy vào ngày 18 tháng 7 năm 1940 và nhập biên chế vào ngày 16 tháng 11 năm 1940. Con tàu được cộng đồng dân cư North Cotswold tại Gloucestershire đỡ đầu trong khuôn khổ cuộc vận động gây quỹ Tuần lễ Tàu chiến năm 1942.

## Lịch sử hoạt động
Cotswold dành phần lớn thời gian trong quãng đời hoạt động trong chiến tranh tại Bắc Hải. Vào năm 1942, nó trúng một quả thủy lôi ngoài khơi Ordfordness và phải được sửa chữa tại Xưởng tàu Chatham. Đến tháng 6 năm 1944, con tàu tham lực lượng hải quân hộ tống để hỗ trợ cho cuộc đổ bộ Normandy.
Sau chiến tranh Cotswold được chuyển về Hạm đội Dự bị tại Portsmouth vào tháng 6 năm 1946, rồi được chuyển đến Harwich năm 1958. Con tàu tiếp tục ở lại đây cho đến khi được bán cho hãng Thomas W. Ward Ltd để tháo dỡ. Nó được kéo đến xưởng tháo dỡ tại Grays, Essex vào ngày 1 tháng 9 năm 1957.